# Rierguscha bicolor
Rierguscha bicolor là một loài bọ cánh cứng trong họ Cerambycidae.